# Несс и Деянира
«Несс и Деянира» — картина художника школы Питера Пауля Рубенса из собрания Государственного Эрмитажа.
Картина иллюстрирует популярный мифологический сюжет, описанный, в частности, Овидием в «Метаморфозах»: Гераклу и Деянире нужно было попасть на другой берег реки. Сам Геракл собирался перебраться через реку вплавь, а Деяниру взялся перевезти на своей спине кентавр Несс. Несс настолько был восхищён красотой Деяниры, что задумал украсть её, и как только она уселась ему на спину — бросился вскачь. Геракл схватил лук и выпустил в кентавра отравленную стрелу, тем самым смертельно его ранив. Изображён момент, когда стрела уже поразила Несса и он предлагает Деянире собрать его кровь как обладающую чудесным свойством возвращать потерянную любовь, умалчивая что она отравлена.
Ранняя история картины не установлена. В 1778 году она находилась в собственности парижского торговца произведениями искусства Ж.-Б. Лебрена, который около этого времени продал её графу А. С. Строганову. Сначала картина находилась в его парижской квартире, она заметна на рисунке Н. Лафренсена «Портрет графа А. С. Строганова с семьей», сделанном в 1777 (?) году, который также находится в собрании Эрмитажа (бумага, наклеенная на холст; гуашь, белила; 49,3 × 38,3 см; инвентарный № ОР-42166) — справа от двери вторая сверху. По возвращении графа Строганова в Россию картина была перевезена в Санкт-Петербург, хранилась в Строгановском дворце на Мойке. Изначально она была написана масляными красками по дереву, но в 1901 году была переведена на холст. После Октябрьской революции всё имущество Строгановых было национализировано, во дворце на Мойке был устроен Строгановский дворец-музей, однако в 1926 году музей был упразднён и все его коллекции были распределены между Русским музеем и Эрмитажем. Большинство работ иностранных художников, включая и «Несса и Деяниру», было передано в Государственный Эрмитаж. Выставляется в здании Нового Эрмитажа в зале 247 (зал Рубенса).
Ещё со времён нахождения картины в Париже она считалась непосредственной работой Рубенса. Первые сомнения в его авторстве высказал А. Н. Бенуа, который отметил «некоторую робость и бледность колорита» . М. А. Варшавская в 1975 году, подчёркивая весьма высокое мастерство художника, также сомневалась в собственноручности исполнения её Рубенсом. При этом она в первую очередь обратила внимание на несвойственные Рубенсу характер белильной подготовки и бледность красного плаща Деяниры. Варшавская отметила, что «разработка световоздушной среды» характерна для творчества Рубенса 1630-х годов, и сочла что автором картины был кто-то художников, входивших в ближайшее окружение Рубенса. Начиная с эрмитажного каталога 1981 года и во всех последующих публикациях картина была отнесена к школе Рубенса.
Существовал детально проработанный рисунок Рубенса на этот сюжет, лёгший в основу гравюры Пауля Понциуса; современное местонахождение этого рисунка неизвестно. Один из сохранившихся отпечатков гравюры есть в собрании Рейксмюзеума в Амстердаме (бумага, 33 × 22,3 см). В свою очередь, гравюра Понциуса послужила художникам из окружения Рубенса прототипом для нескольких живописных вариантов этого сюжета, одна из подобных работ имеется в собрании картинной галереи Сан-Суси в Потсдаме.
Н. Ф. Смольская, анализируя эрмитажную картину Рубенса «Христос в терновом венце», доказала, что в ней при изображении фигуры Христа Рубенс отталкивался от античной статуи «Кентавр, покорённый Амуром», происходившей из галереи Боргезе (ныне в Лувре) — известно несколько зарисовок этой статуи, сделанных художником во время своего пребывания в Риме. Один из этих рисунков находится в собрании Пушкинского музея (бумага, чёрный мел; 46,3 × 39,7 см; инвентарный № Р-7099). Смольская пишет, что Рубенс при изображении Несса для гравюры Понциуса использовал в том числе и эти свои давние наработки.
Эрмитажная картина явилась первой в ряду многочисленных повторений гравюры Понциуса и, в свою очередь, послужила прототипом для нескольких последующих гравюр. Известны снятые с неё гравюры Жана Мариетта в 1686 году и Христиана Готфрида Шульце в 1778 году. Когда картина уже находилась в собрании Строгановых рисунок с неё сделал О. А. Кипренский и уже по этому рисунку в 1807 году она была гравирована Е. О. Скотниковым и И. С. Клаубером для альбома эстампов собрания Строгановых; один из этих эстампов имеется в собрании Пушкинского музея (бумага, резец; 39 × 32,5 см; инвентарный № ГР-77400). 
- Гравюра П. Понциуса по рисунку Рубенса. Рейксмюзеум
- Н. Лафренсен. «Портрет графа А.С. Строганова с семьей». Эрмитаж
- Вариант из картинной галереи Сан-Суси
- П. П. Рубенс. «Кентавр, покорённый Амуром». Пушкинский музей